# 2S9 Nona
2S9 Nona (SAO-120) – radziecki moździerz samobieżny zbudowany na podwoziu transportera opancerzonego BTR-D. Przeznaczony dla wojsk powietrznodesantowych.

## Historia
W 1979 roku do uzbrojenia jednostek powietrznodesantowych Armii Radzieckiej wprowadzono transporter opancerzony BTR-D. Jeszcze przed oficjalnym przyjęciem BTR-D do uzbrojenia postanowiono, że jego podwozie zostanie wykorzystane przy konstruowaniu nowego działa samobieżnego dla wojsk powietrznodesantowych, następcy ASU-85.
Wyposażenie jednostek powietrznodesantowych w wyrzutnie przeciwpancernych pocisków kierowanych sprawiło, że nowe działo nie musiało już być bronią przeciwpancerną. Za optymalne uzbrojenie nowego pojazdu uznano moździerz kalibru 120 mm, lepiej nadający się do zwalczania celów nieopancerzonych niż armata 85 mm, w którą uzbrojony był ASU-85.
Pierwszy prototyp nowego działa oznaczony jako Obiekt 925 był gotowy pod koniec lat 70. Na podwoziu BTR-D osadzono obrotową wieżę z 120 mm odtylcowym moździerzem gwintowanym.
Podczas wojny ukraińsko-rosyjskiej wieże uszkodzonych 2S9 montowano także na podwoziach rodziny BMP-1.

## Służba
Nowy wóz został wprowadzony do uzbrojenia w 1981 roku. Po raz pierwszy oficjalnie zaprezentowano go podczas defilady w Moskwie 9 maja 1985 roku.
Działa 2S9 Nona były używane bojowo przez jednostki powietrznodesantowe walczące w latach 80. w Afganistanie. Wysoka ocena, jaką tam uzyskały, spowodowała opracowanie działa 2S23 Nona-SWK przeznaczonego dla piechoty morskiej. Wykorzystuje ono wieżę Nony osadzoną na transporterze BTR-70.

## Opis konstrukcji
2S9 Nona jest pływającym opancerzonym, gąsienicowym moździerzem samobieżnym.
Załogę 2S9 tworzy dowódca, kierowca, celowniczy i ładowniczy. Kierowca i dowódca zajmują miejsce w przedniej części pojazdu a celowniczy i ładowniczy w wieży. Opancerzenie kadłuba i wieży chroni przed ostrzałem broni strzeleckiej i odłamkami pocisków artyleryjskich.
W przedziale napędowym umieszczony jest silnik i układ przeniesienia mocy. Napęd 2S9 stanowi 6-cylindrowy, czterosuwowy, wysokoprężny, chłodzony cieczą silnik 5D20. Jest on zbudowany w układzie V i ma pojemność 15 900 cm³. Moc przy 2600 obr./min wynosi 240 KM. Moc z silnika na koła napędowe jest przenoszona przy pomocy sterowanego mechanicznie i hydraulicznie mechanicznego układu przeniesienia mocy. Mechanizm przenoszenia mocy umożliwia ruch wozu do tyłu, hamowanie oraz skręcanie. 
2S9 posiada zawieszenie niezależne hydropneumatyczne. Każde z 12 kół jezdnych jest połączone za pomocą wahacza z amortyzatorem hydropneumatycznym. Dzięki zastosowaniu zawieszenia hydropneumatycznego prześwit może być zmieniany w zakresie 100 - 450 mm. Napęd z silnika jest przekazywany na znajdujące się w tylnej części pojazdu koła napędowe. Z przodu pojazdu znajdują się koła napinające. Pojazd posiada dwie gąsienice o szerokości 250 mm.
Napęd w wodzie zapewniają dwa pędniki wodne.
W przedziale kierowania stanowiska mają kierowca i dowódca. Kierowca obserwuje teren przed wozem za pomocą trzech peryskopów. Środkowy peryskop może być zamieniony na peryskop podnoszony zapewniający obserwację przy podniesionym falochronie, lub peryskop nocny.
Za przedziałem kierowania znajduje się przedział bojowy z wieżą obrotową. W wieży zamontowany jest odtylcowy, gwintowany moździerz (haubicomoździerz) kalibru 120 mm o długości lufy 15 kalibrów. Kąt podniesienia moździerza można zmieniać od -4° do +80°. Kąt ostrzału poziomego jest równy 360°. Lufę moździerza można naprowadzać także bez obrotu wieży w granicach 35° od osi wieży. Wieża ma napęd elektryczny.
Z moździerza można strzelać specjalnymi pociskami odłamkowo-burzącymi (stabilizowane obrotowo, donośność maks. 8800 m) lub typowymi pociskami moździerzowymi 120 mm (zasięg do 7100 m, masa 16-16,5 kg, stabilizowane brzechwowo). Szybkostrzelność moździerza dzięki zastosowaniu pneumatycznego dosyłacza wynosi 6-10 strz./min. Jednostka ognia wynosi 60 naboi. 
2S9 jest przystosowany do transportu drogą powietrzną (samolotami An-12, An-22, Ił-76, An-124 i śmigłowcami Mi-6, Mi-26). 2S9 może być zrzucany na spadochronie (załoga desantuje się osobno). Zrzut może być wykonywany z małej wysokości przy pomocy specjalnego spadochronu wyciągającego platformę z 2S9 z samolotu, albo z dużej wysokości na platformie desantowej wyposażonej w system spadochronów, oraz system silników rakietowych zmniejszających końcową prędkość opadania. Po wylądowaniu załogi wozów odszukują pojazd, wykorzystując kodowany sygnał nadawany przez pojazd (inny dla każdego wozu).